# 清水玲
清水 玲（しみず れい、9月13日 - ）は、宮崎放送のアナウンサー。

## 来歴
宮崎県宮崎市出身。宮崎県立宮崎大宮高等学校文科情報科、東京女子大学現代教養学部人文学科（英語文学文化専攻）卒業。
大学を卒業後、2018年4月に宮崎放送に入社。アナウンス部に配属され、同期の宮本佳奈とともに同局のアナウンサーになる。

## 人物
外種子田結産休中の代理で出演していたラジオ番組『私たちの作文』とは入社前から縁があり、小学生の頃に番組で自分の作文が読まれたことがあると Instagram で発言している。
同僚で後輩の古田とわとは友人でプライベートでも一緒に出掛ける仲である。

## 担当番組

### テレビ番組
- MRTニュース Next - お天気コーナー担当[4]、「情報テラス」担当[7]、「キャッチ」担当[8]
- MRTニュース - 平日23時台に放送のものを担当[9]。
- おしえて！みやざき
- みらい・みやざき まなび隊
- 旬で彩る しあわせごはん - ナレーター[10]
- THE TIME,（TBSテレビ） - 「列島リアルタイム中継」宮崎県担当リポーター（2023年 - ）[11]

### ラジオ番組
- おはよう!ニュースキャッチ
- スイッチ♪音Time
- 私たちの作文
- Mint
- GO!GO!ワイド
- レイチェルの金曜夜カフェ[注釈 1]（2021年10月[12] - ）